# Movimiento Ciudadano EPIC Ibiza
Movimiento Ciudadano EPIC Ibiza-MC EPIC o (en  catalán Moviment Ciutadà EPIC Eivissa), es un movimiento ciudadano constituido como partido político de ámbito Insular en Ibiza de personas convencidas en liderar un cambio real y efectivo en cuanto a la gestión de las instituciones Insulares. Fue fundado en diciembre de 2012 e inscrito en el Registro de Partidos políticos el 23 de enero de 2013.

## Historia
Concurrió a las elecciones municipales y autonómicas de mayo de 2015 presentando candidaturas al Parlamento Balear, Consejo Insular de Ibiza y a los Ayuntamientos de Ibiza, San José y Santa Eulalia. Obteniendo un concejal en el Ayuntamiento de Ibiza
Posteriormente en las elecciones municipales de 2019 perdió el concejal que tenía en el Ayuntamiento de Ibiza, quedándose como fuerza extraparlamentaria.
En las elecciones de 2023, el partido decidió presentarse en coalición con El Pi para todas las elecciones, esas fueron: Parlamento Balear, Consejo Insular y municipales. Aunque la coalición fue incapaz de conseguir representación en ninguna institución.

## Resultados electorales

### Parlamento de las Islas Baleares
Resultado del partido en las elecciones al Parlamento de las Islas Baleares:
|  | 0.23 % |

|  | 2.21 % |

|  | 1.33 % |

### Consejo Insular de Ibiza
Resultado del partido en las elecciones al Consejo Insular de Ibiza:
|  | 2.64 % |

|  | 2.04 % |

|  | 1.32 % |

### Elecciones municipales
Resultado general del partido en las elecciones municipales:
|  | 0.28 % |

|  | 0.36 % |

|  | 0.13 % |

#### Elecciones de 2015
El partido no presentó candidaturas en los municipios de San Antonio Abad y San Juan Bautista.
|  | 6.68 % |

|  | 2.81 % |

|  | 3.17 % |

#### Elecciones de 2019
Se presentó en todos los municipios de la isla de Ibiza.
|  | 4.74 % |

|  | 1.46 % |

|  | 2.24 % |

|  | 0.75 % |

|  | 1.53 % |

#### Elecciones de 2023
El partido solo se presentó en Ibiza en coalición con El Pi, no se presentó ni en coalición ni por separado en los municipios de Santa Eulalia del Río, San José, San Antonio Abad y San Juan Bautista.
| Municipio | Votos  | %               | Concejales | ±  | Posición | Cabeza de lista         |
| --------- | ------ | --------------- | ---------- | -- | -------- | ----------------------- |
| Ibiza     | 576    | \| \| 3.67 % \| | 0/21       | ±0 | 6.º      | Antonio Villalonga Juan |
|           | 3.67 % |                 |            |    |          |                         |